# Vua Ban
Ban là một nhân vật thời đại Arthur.

## Lịch sử

Bào huy vua Ban.

Ban được cho là vua xứ Bénoïc (địa danh tưởng tượng trên lĩnh thổ Pháp ngày nay). Ông có bào đệ Bohort Già cũng làm vua.
Vua Ban kết hôn với Élaine, sinh được hai quý tử Lancelot và Hector des Mares.
Khi hay tin Arthur rút được Excalibur để đường hoàng đăng cơ vua Toàn Anh, huynh đệ Ban và Bohort đã trở nên những quân vương tiên phong liên minh với Arthur đặng giúp ngài chống lại cuộc bội phản của 11 quân vương khác. Nhưng chính Arthur không bảo vệ được họ, khiến hai vua bị kẻ thù Claudas sát hại. Claudas cũng chiếm luôn vương hậu Élaine và nhốt hai vương tử vào ngục tối. Sau này, Lancelot và Hector des Mares đã giết sạch cả nhà Claudas để phục thù và phiêu lưu tới Camelot làm kị sĩ Bàn Tròn.